# Monolepta leakeyi
Monolepta leakeyi is een keversoort uit de familie bladkevers (Chrysomelidae). De wetenschappelijke naam van de soort werd in 1953 gepubliceerd door Gilbert Ernest Bryant.